# Anatoliusz Jureń
Anatoliusz Jureń (ur. 3 lipca 1927 w Wilnie, zm. 24 października 1978 w Słupsku) – polski poeta.
Ukończył liceum pedagogiczne. Jako poeta zadebiutował na łamach prasy w 1947. W latach 1955–1957 był sekretarzem zarządu ZNP w Słupsku. Od 1958 był pracownikiem Stowarzyszenia PAX (w Koszalinie).

## Tomiki poezji
- W sprawie łopianu 1963
- Kwiaty zmieniają głowy 1967
- Wiersze 1982
- Godzina jesienna 1987
- Przechodzień niemodny 1997